# Monarquia do Reino Unido
A monarquia do Reino Unido, comumente chamada de monarquia britânica, é a monarquia constitucional do Reino Unido e seus territórios ultramarinos. O título do monarca é "rei" (homem) ou "rainha" (mulher). O atual monarca é Carlos III, que ascendeu ao trono em 8 de setembro de 2022 após a morte da rainha, Isabel II.
O monarca e sua família imediata realizam várias funções oficiais, cerimoniais, diplomáticas e representativas e convocar o Parlamento e dissolve-lo. Como monarca constitucional, ele ou ela está limitado a funções apartidárias como a outorgação de honras e nomeação do primeiro-ministro. O monarca é tradicionalmente comandante em chefe das Forças Armadas Britânicas. Apesar da última autoridade formal executiva do governo do Reino Unido ainda ser através da prerrogativa real do monarca, esses poderes podem ser usados apenas de acordo com as leis promulgadas pelo parlamento e, na prática, dentro das restrições de convenções e precedentes.
A monarquia britânica traça suas origens nos pequenos reinos da Escócia na alta idade média e os da Inglaterra anglo-saxã, que consolidaram-se nos reinos da Inglaterra e Escócia por volta do século X. O último monarca anglo-saxão, Haroldo II, foi derrotado e morto em 1066 durante a conquista normanda da Inglaterra e assim a monarquia inglesa passou para o normando Guilherme, o Conquistador, e seus descendentes.
O norte do País de Gales, como principado, virou um estado cliente da Inglaterra no século XIII, enquanto a Magna Carta começou um processo de reduzir os poderes políticos do monarca.
Os reinos da Inglaterra e Escócia passaram a ser governados por um único soberano a partir de 1603, quando o rei Jaime VI da Escócia herdou o trono inglês como Jaime I. De 1649 a 1660, a tradição da monarquia foi quebrada pela republicana Comunidade da Inglaterra, que estabeleceu-se depois da Guerra Civil Inglesa. O Decreto de Estabelecimento de 1701, que ainda está em vigor, excluiu católicos, ou aqueles casados com católicos, da linha de sucessão. Os reinos da Inglaterra e Escócia foram unidos em 1707 no Reino da Grã-Bretanha, e em 1801 o Reino da Irlanda se uniu para criar o Reino Unido da Grã-Bretanha e Irlanda. O monarca britânico tornou-se o chefe nominal do vasto Império Britânico, que cobriu um quarto da superfície da Terra em sua maior extensão no ano de 1921.
A maior parte da Irlanda separou-se da união na década de 1920 como o Estado Livre Irlandês, com a Declaração Balfour reconhecendo a evolução dos domínios do império em países separados e com governos próprios dentro Commonwealth. Depois da Segunda Guerra Mundial, a maioria das colônias e territórios britânicos tornou-se independentes, efetivamente encerrando o império. Jorge VI e sua sucessora Isabel II adotaram o título de Chefe da Comunidade Britânica como símbolo da livre associação de estados independentes.
O Reino Unido e quinze outras monarquias da Commonwealth partilham a mesma pessoa como seu monarca e são chamados de Reinos da Comunidade de Nações. Os termos "monarquia britânica" e "monarca britânico" são frequentemente empregados em referência à pessoa ou à instituição; entretanto, cada país é soberano e independente do outro, com o monarca tendo um título e estilo específico e nacional em cada reino.

## Contexto

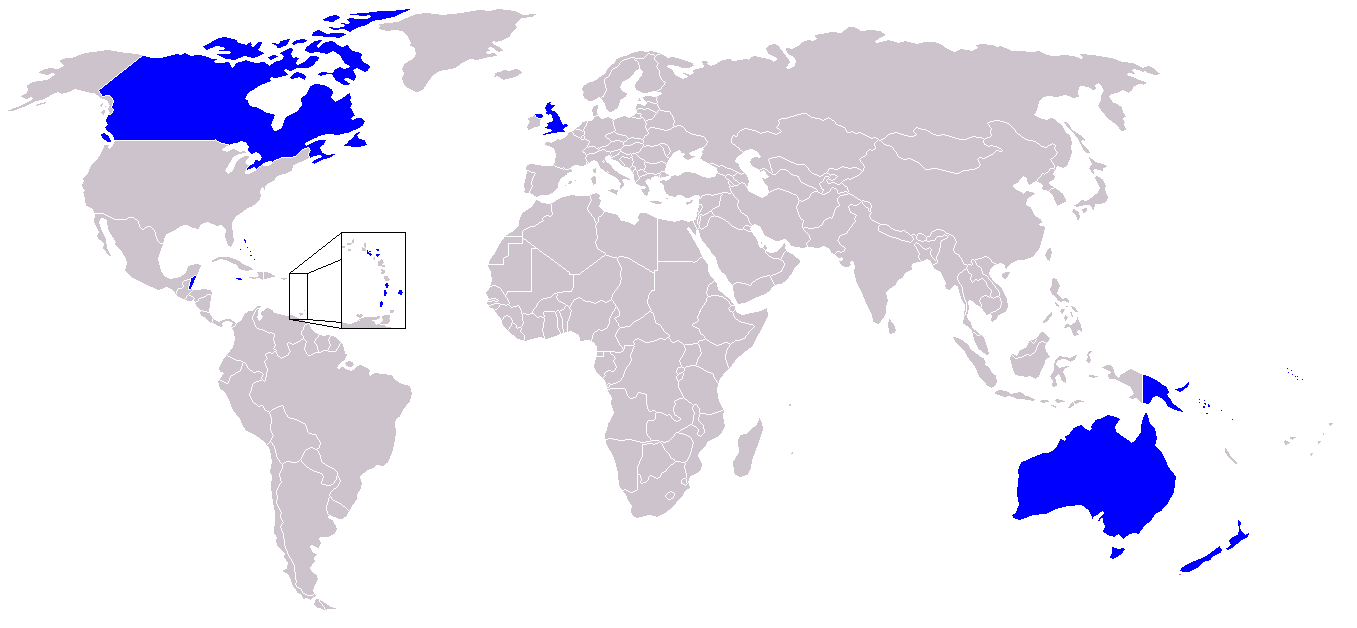
Os reinos da Comunidade das Nações, indicados em azul.

### Linhagem monárquica
A monarquia britânica atual pode remontar a sua linhagem institucional aos reis dos anglos e aos primeiros reis escoceses. Até o ano 1000, os pequenos reinos dos primórdios da Bretanha medieval uniram-se para formar os reinos da Inglaterra e da Escócia.
O último monarca anglo-saxão (Haroldo II), foi derrotado e morto na invasão normanda de 1066 e a monarquia inglesa passou para a mão dos conquistadores normandos. A partir de 1603, quando o rei escocês Jaime VI herdou o trono inglês como Jaime I, os dois reinos foram governados por um único monarca. De 1649 a 1660, a tradição de monarquia foi quebrada pela republicana Comunidade da Inglaterra, que seguiu-se às Guerras dos Três Reinos. Em 1707, os reinos da Inglaterra e da Escócia foram fundidos para criar o Reino da Grã-Bretanha, e, em 1801, o Reino da Irlanda uniu-se a ele para criar o Reino Unido da Grã-Bretanha e Irlanda. A maior parte da Irlanda desligou-se da União em 1922, para tornar-se o Estado Livre Irlandês, mas por lei, o monarca permaneceu como seu soberano até 1949.

### Termos
Os termos monarca britânico e monarquia britânica podem referir-se, respectivamente, ao monarca do Reino Unido e à instituição real a que ele (ou ela) comandam naquele país. No entanto, apesar da total separação, em 1931, da monarquia britânica unitária de seu império em coroas legalmente distintas para cada um dos reinos da Comunidade das Nações, os dois termos são ainda frequentemente aplicados em campos legais não britânicos para a pessoa extranacional e a instituição compartilhadas entre todos aqueles dezesseis países. Do mesmo modo, por razões históricas, políticas e de conveniência, os termos são também comumente utilizados além do Reino Unido, incluindo os reinos não britânicos da Comunidade das Nações, para referir-se ao monarca e à coroa em contextos não britânicos, em desacordo com os títulos nacionais oficiais e os termos para cada uma dessas jurisdições.

## Condição atual

### Aspectos internacionais e domésticos

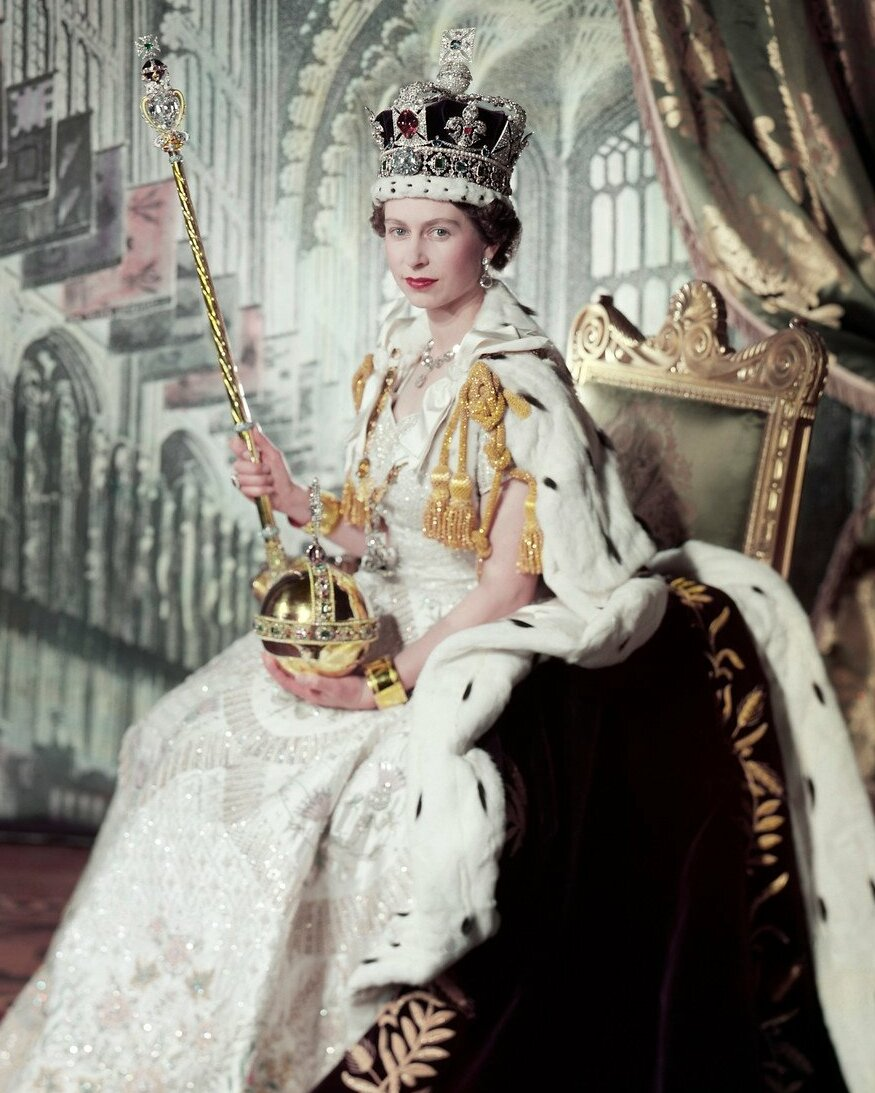
Isabel II, a monarca que ficou mais tempo no trono britânico.

Quinze estados dentre os 53 membros da Comunidade das Nações; antigos territórios do Império Britânico estão em união pessoal com o Reino Unido. Esses 16 países são conhecidos por Reinos da Comunidade das Nações, cada um é soberano e independente dos outros.

#### Desenvolvimento da monarquia partilhada
Antes de 1926, a coroa britânica reinou durante o Império Britânico coletivamente, os domínios e as colônias da Coroa eram subordinados ao Reino Unido. A Declaração Balfour de 1926 deu aos domínios o direito de serem considerados iguais à Grã-Bretanha, efetivamente criando um sistema em que um único monarca atuava de modo independente em cada um dos Reinos da Comunidade das Nações. A monarquia, portanto, deixou de ser exclusivamente uma instituição britânica, embora, muitas vezes, ela fosse ainda referida como "britânica" por razões históricas e jurídicas e por conveniência.
A primeira indicação desta mudança no Direito Constitucional foi o Ato de Títulos Reais e Parlamentares de 1927 e o conceito foi consolidado com o Estatuto de Westminster de 1931. De acordo com este último, que foi vinculado a um tratado entre os reinos da Comunidade das Nações, a relação da união pessoal é tal que qualquer alteração à legislação que regulamenta a sucessão ao trono em qualquer reino exige o consentimento unânime de todos os demais reinos. Assim, nem o Reino Unido nem nenhum outro reino pode unilateralmente alterar as regras de sucessão, a menos que eles explicitamente se retirem da relação de monarca partilhado.
Em todos os assuntos pertinentes ao Reino Unido da Grã-Bretanha e Irlanda do Norte o monarca é aconselhado unicamente por seus Ministros britânicos da Coroa.

#### Sucessão

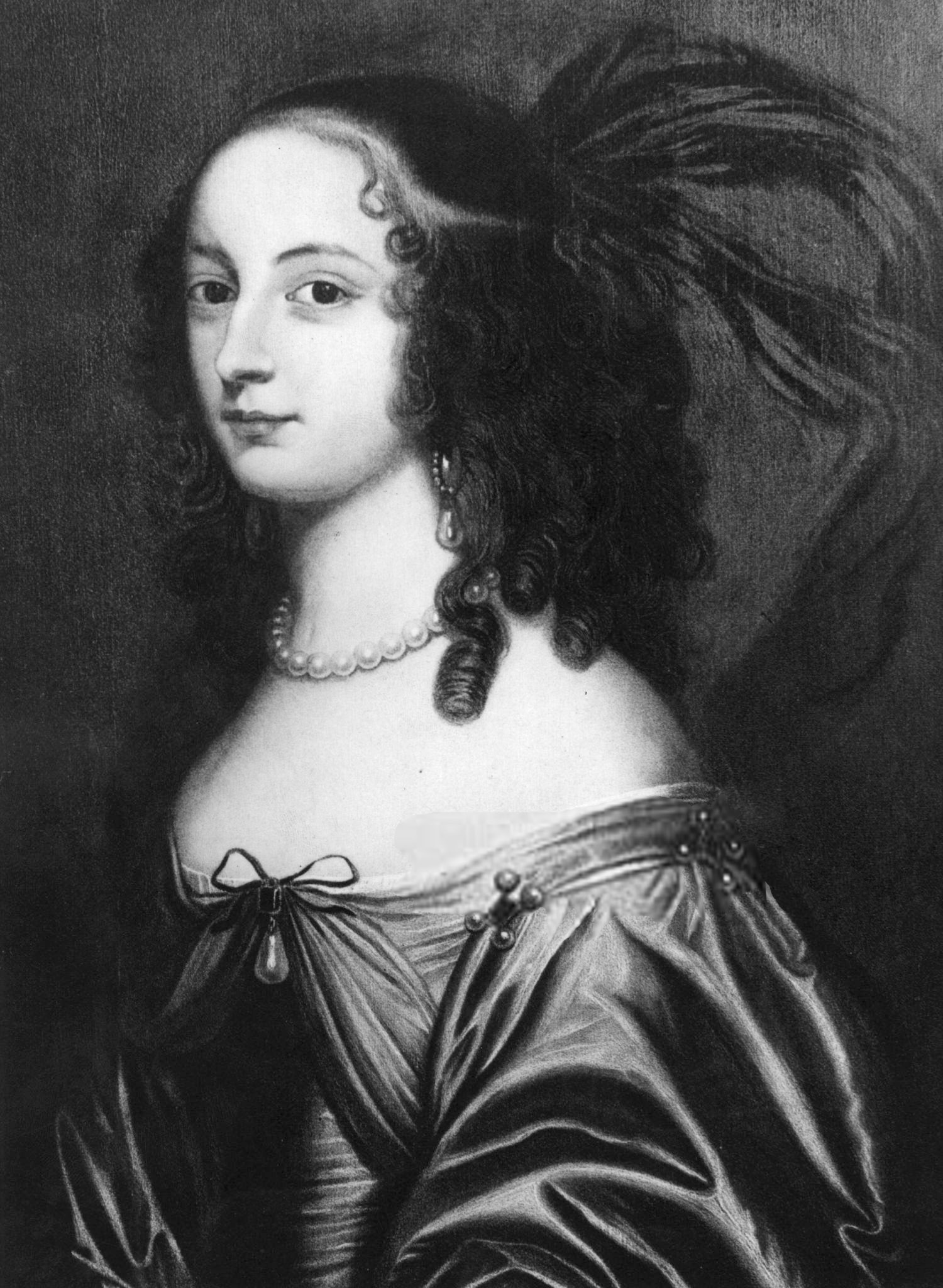
Sofia de Hanôver tornou-se herdeira do trono inglês como consequência do Decreto de Estabelecimento de 1701. A rainha Isabel II é descendente direta dela.

A sucessão é regida por vários decretos, o mais importante é a Declaração de Direitos de 1689 e o Decreto de Estabelecimento de 1701. As regras de sucessão podem ser alteradas por um Ato do Parlamento.
A sucessão está de acordo com as regras de primogenitura cognática de preferência masculina, ao abrigo das quais os filhos herdarão antes das filhas, e as crianças mais velhas herdarão antes das mais jovens do mesmo sexo. O Decreto de Estabelecimento, no entanto, restringe a sucessão aos naturais (ou seja, não aos adotados) legítimos descendentes de Sofia de Hanôver (1630-1714), uma neta de Jaime I.
A Declaração de Direitos e o Decreto de Estabelecimento incluem restrições religiosas, que foram impostas devido à desconfiança inglesa e escocesa do catolicismo durante o final do século XVII. Mais importante ainda, apenas os indivíduos que são protestantes, no momento da sucessão, podem herdar a Coroa. Uma pessoa que tenha a qualquer momento professado o catolicismo, ou tenha alguma vez casado com uma católica, também está proibida de candidatar-se à sucessão. Um indivíduo que é assim inabilitado de herdar a Coroa é considerado "naturalmente morto" para fins de sucessão, e a desqualificação não estende-se para os seus descendentes. Nos últimos anos tem havido esforços no sentido de remover as restrições religiosas (especialmente as regras específicas relativas ao catolicismo), mas as disposições permanecem em vigor.
Mediante um "falecimento na coroa" (a morte de um soberano) o seu ou sua herdeira imediata e automaticamente o sucede, sem qualquer necessidade de confirmação ou cerimônia alguma (daí a frase "O Rei está morto. Longa vida ao Rei!"). Contudo, é habitual para a ascensão ao trono do soberano, ser publicamente proclamado por um Conselho de Ascensão, que reúne-se no Palácio de St. James. Depois de transcorrido um período adequado de luto, o monarca é coroado na Abadia de Westminster, normalmente pelo Arcebispo da Cantuária. A coroação não é necessária para que um soberano reine, por exemplo, Eduardo VIII nunca foi coroado, porque ele abdicou antes da cerimônia.
Depois que um indivíduo ascende ao trono, ele ou ela reina até à morte. Não existe qualquer disposição para um monarca abdicar; o único monarca a fazê-lo, Eduardo VIII (1936), foi autorizado por um ato especial do parlamento, o Ato da Declaração de Abdicação de Sua Majestade de 1936. Numerosos reinados terminaram devido a procedimentos irregulares ou extrajudiciais; vários monarcas foram mortos, depostos, ou forçados a abdicar, principalmente durante os séculos XIV e XV. O último monarca involuntariamente retirado do poder foi Jaime II & VII, que fugiu do reino em 1688 durante a Revolução Gloriosa; o parlamento inglês considerou que ele abdicou, enquanto o parlamento escocês declarou que ele perdeu o trono.
Em 2008, o governo anunciou a sua intenção de propor uma legislação para alterar a lei de sucessão de forma a dar direitos iguais a homens e mulheres, e para eliminar a exclusão daqueles casados com católicas.

#### Regência

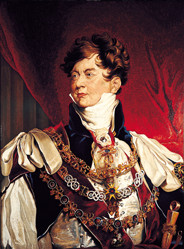
O rei George IV atuou como regente após o declínio mental de seu pai, Jorge III, até o final de seu reinado.

Conforme os atos de regência de 1937 e 1953, os poderes de um monarca que não tenha atingido a idade de 18 anos ou que seja física ou mentalmente incapacitado devem ser exercidos por um regente. A incapacidade física ou mental deve ser certificada por pelo menos três das seguintes pessoas: a esposa do soberano (ou o marido da soberana), o Ministro da Justiça (Lord Chancellor), o Orador da Câmara dos Comuns (Speaker of the House of Commons), o Presidente do Supremo Tribunal de Justiça da Inglaterra e do País de Gales (The Lord Chief Justice of England and Wales), e o Master of the Rolls. A declaração de três pessoas ou mais destas mesmas pessoas é necessária para pôr fim à regência e para permitir que o monarca retome o poder.
Quando uma regência é necessária, a próxima pessoa qualificada na linha de sucessão automaticamente torna-se o regente. O regente deve ter pelo menos 21 anos de idade (18 anos para o herdeiro aparente ou herdeiro presuntivo), ser um súdito britânico e ser domiciliado no Reino Unido. As disposições especiais foram feitas para a rainha Elizabeth II pelo Ato de Regência de 1953, que institui que o Duque de Edimburgo (o marido da rainha) deve atuar como regente, em certas circunstâncias. A única pessoa a ter atuado como regente foi o futuro Jorge IV, que assumiu enquanto seu pai, Jorge III, foi considerado insano (1811-1820).

#### Finanças
O parlamento cobre grande parte das despesas oficiais do soberano com os fundos públicos. A Lista Civil paga a maioria das despesas, incluindo as com empregados, visitas de Estado, compromissos públicos e entretenimentos oficiais. O tamanho da Lista Civil é fixado pelo parlamento a cada 10 anos; nenhum dinheiro economizado pode ser transferido para o próximo período de 10 anos. A despesa da Lista Civil em 2003 foi de cerca de £ 9,9 milhões. Além disso, o soberano recebeu uma subvenção anual para auxiliar nos serviços em suas propriedades (£ 15,3 milhões em 2003-2004) para pagar a manutenção das residências reais, e um auxílio para viagens reais (£ 5,9 milhões em 2003-2004). A Lista Civil e os auxílios adicionais são pagos pelos fundos públicos.
Até 1760, o monarca pagava todas as despesas oficiais com as receitas hereditárias, incluindo os lucros das Propriedades da Coroa. O rei Jorge III concordou em entregar as receitas hereditárias da Coroa, em troca da Lista Civil, e este acordo persiste até hoje. Nos tempos modernos, os lucros obtidos com as Propriedades da Coroa excedem de longe à Lista Civil e às ajudas de custo do monarca. Por exemplo, as Propriedades da Coroa produziram mais de £ 170 milhões para o Tesouro, no exercício financeiro de 2003-2004, enquanto o financiamento parlamentar para o monarca foi inferior a 40 milhões de libras durante o mesmo período. O monarca continua dono das Propriedades da Coroa, mas não pode vendê-las; os imóveis passam de um soberano para outro.
O soberano também é dono do Ducado de Lancaster como propriedade privada herdada. Tal como as Propriedades da Coroa, o Ducado é mantido em confiança, e não pode ser vendido. As receitas do Ducado de Lancaster não precisam ser devolvidas ao Tesouro; elas fazem parte da Bolsa Privada, e são utilizadas para despesas não cobertas pela Lista Civil. O Ducado da Cornualha é um imóvel semelhante, mantido em confiança para fazer face às despesas do filho mais velho do monarca.
O soberano está sujeito a impostos indiretos, como o imposto sobre o valor agregado (IVA), mas está isento do imposto de renda e imposto sobre ganhos de capital. Desde 1993, a rainha paga impostos sobre a renda pessoal. Como a Lista Civil e as ajudas de custo são utilizadas exclusivamente para as despesas oficiais, elas não são levadas em conta no cálculo dos impostos.

### Ativos
As Propriedades da Coroa (o conjunto de bens do monarca) fazem do monarca um dos maiores proprietários no Reino Unido, com uma carteira valendo mais de 7 bilhões de libras esterlinas (US$14,35 bilhões) em 2007.
Em 1999, a Eurobusiness magazine listou os ativos dos Windsors como:
- Dinheiro e investimentos:  £ 520 milhões
- Coleção de Artes: £ 1 bilhão
- Jóias: £ 130 milhões

A Coleção Real não é propriedade particular dos Windsors, mas é administrada pela Royal Collection Trust, uma instituição de caridade.

### Papel constitucional
Na não codificada Constituição do Reino Unido, o poder político é em última análise, exercido pelo Parlamento do Reino Unido, do qual o soberano é um componente não partidário. O poder político é exercido pela Câmara dos Lordes e a Câmara dos Comuns, e pelo Primeiro-ministro e o Gabinete. A monarquia é do tipo constitucional; o papel do soberano limita-se a funções não partidárias, tais como a concessão de honrarias. Esse papel tem sido reconhecido desde o século XIX; em The English Constitution (1867) Walter Bagehot identificou a monarquia como a "parte digna" e não a "parte eficiente" do governo. O soberano é o Supremo governador da estabelecida Igreja Anglicana, apesar da liderança espiritual da Igreja ser de responsabilidade do Arcebispo da Cantuária.

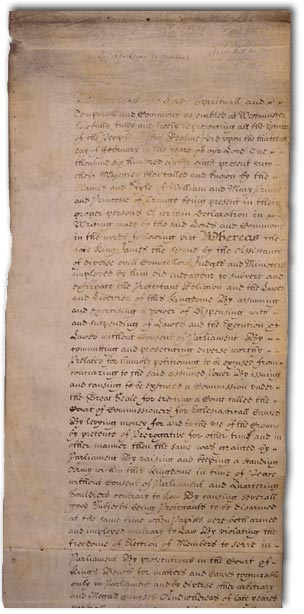
A Declaração Inglesa de Direitos de 1689 reduziu ainda mais o poder governamental do monarca.

Sempre que necessário, o soberano é responsável pela nomeação de um novo primeiro-ministro (com a opção de não nomear nenhum, que, politicamente, é extremamente improvável), a nomeação é formalizada em uma cerimônia conhecida como "Beijo das Mãos" (Kissing Hands). De acordo com as convenções constitucionais não escritas, o soberano deve designar a pessoa com maior probabilidade de receber o apoio da Câmara dos Comuns, normalmente, o líder do partido que tem a maioria naquela casa. Se nenhum partido tem a maioria (uma ocorrência incomum, dado o sistema eleitoral First Past the Post do Reino Unido), dois ou mais grupos poderão formar uma coalizão, cujo líder do acordo é então nomeado primeiro-ministro. Em um "parlamento de representação exatamente proporcional" (hung parliament), em que nenhum partido ou coalizão detém uma participação majoritária, o monarca tem um maior grau de liberdade na sua escolha do primeiro-ministro, mas o indivíduo mais provável para receber o apoio dos comuns, normalmente, o líder do maior partido, deve ser o indicado. Por exemplo, após as eleições gerais de 1974, depois do fracasso das negociações entre Edward Heath e o líder dos liberais, Jeremy Thorpe, Heath renunciou e Harold Wilson foi nomeado primeiro-ministro, embora o seu Partido Trabalhista não fosse a maioria. De acordo com os Princípios de Lascelles, se um governo minoritário tentar dissolver o parlamento para convocar uma eleição antecipada para reforçar a sua posição, o monarca poderia recusar e permitir que os partidos de oposição formem um governo de coalizão. O governo minoritário de fevereiro de 1974, de Harold Wilson, convocou uma eleição antecipada em outubro de 1974, que deu-lhe uma pequena maioria.
O soberano nomeia e despede o gabinete e outros ministros, com o conselho do primeiro-ministro - na prática, o primeiro-ministro, e não o soberano exerce controle sobre a composição do gabinete. O monarca pode, em teoria, unilateralmente demitir um primeiro-ministro, mas a convenção e precedentes limitam rigorosamente tal ação. O último monarca que destituiu um primeiro-ministro do cargo foi Guilherme IV, que destituiu o Lorde de Melbourne, em 1834. Na prática, o mandato de um primeiro-ministro chega ao fim apenas com a morte, renúncia ou derrota eleitoral.
O monarca mantém uma audiência semanal com o primeiro-ministro e audiências regulares com outros membros do Gabinete. O monarca poderá expressar as suas ideias, mas, como um governante constitucional, em última instância deve aceitar as decisões do primeiro-ministro e do gabinete (sujeitos à autoridade da Coroa para nomear um novo primeiro-ministro e ministros, limitada à convenção). Walter Bagehot, o escritor constitucional do século XIX, resumiu esse conceito: "o soberano tem, sob uma monarquia constitucional … três direitos - o direito de ser consultado, o direito de incentivar, o direito de alertar".
Qualquer membro do gabinete, que pretenda estar ausente do Reino Unido, por qualquer razão, exceto para as visitas oficiais da União Europeia ou aos países membros da OTAN, deve procurar a aprovação do primeiro-ministro e da rainha para deixar o país, e deve, ao mesmo tempo informar "Sua Majestade … das disposições tomadas para a administração do departamento dos ministros durante a sua ausência".
O monarca tem uma relação semelhante com os governos devolvidos da Escócia, País de Gales e Irlanda do Norte. O soberano nomeia o Primeiro-ministro da Escócia, sob a nomeação do Parlamento Escocês. O Primeiro-ministro para o País de Gales é indicado pela Assembleia Nacional do País de Gales, e nomeado após aprovação pelo soberano. Em assuntos escoceses, o soberano atua com base num parecer do Governo escocês. Porém, como a devolução é mais limitada no País de Gales, o soberano age baseado no parecer do primeiro-ministro e do Gabinete do Reino Unido em assuntos galeses. O soberano pode vetar qualquer lei da Irlanda do Norte, mesmo ela sendo votada pela assembleia, se tal for considerada inconstitucional pelo Secretário de Estado para a Irlanda do Norte.
O soberano é o chefe de Estado no Reino Unido. Os juramentos de fidelidade são feitos para a rainha e não para o parlamento ou para a nação.  Além disso, o God Save the Queen (ou God Save the King) é o hino nacional britânico. O rosto do monarca aparece em selos postais, em moedas, e em notas emitidas pelo Banco da Inglaterra. As notas emitidas por outros bancos britânicos, tais como o Banco da Escócia e o Ulster Bank, não retratam o soberano.

### Prerrogativa real

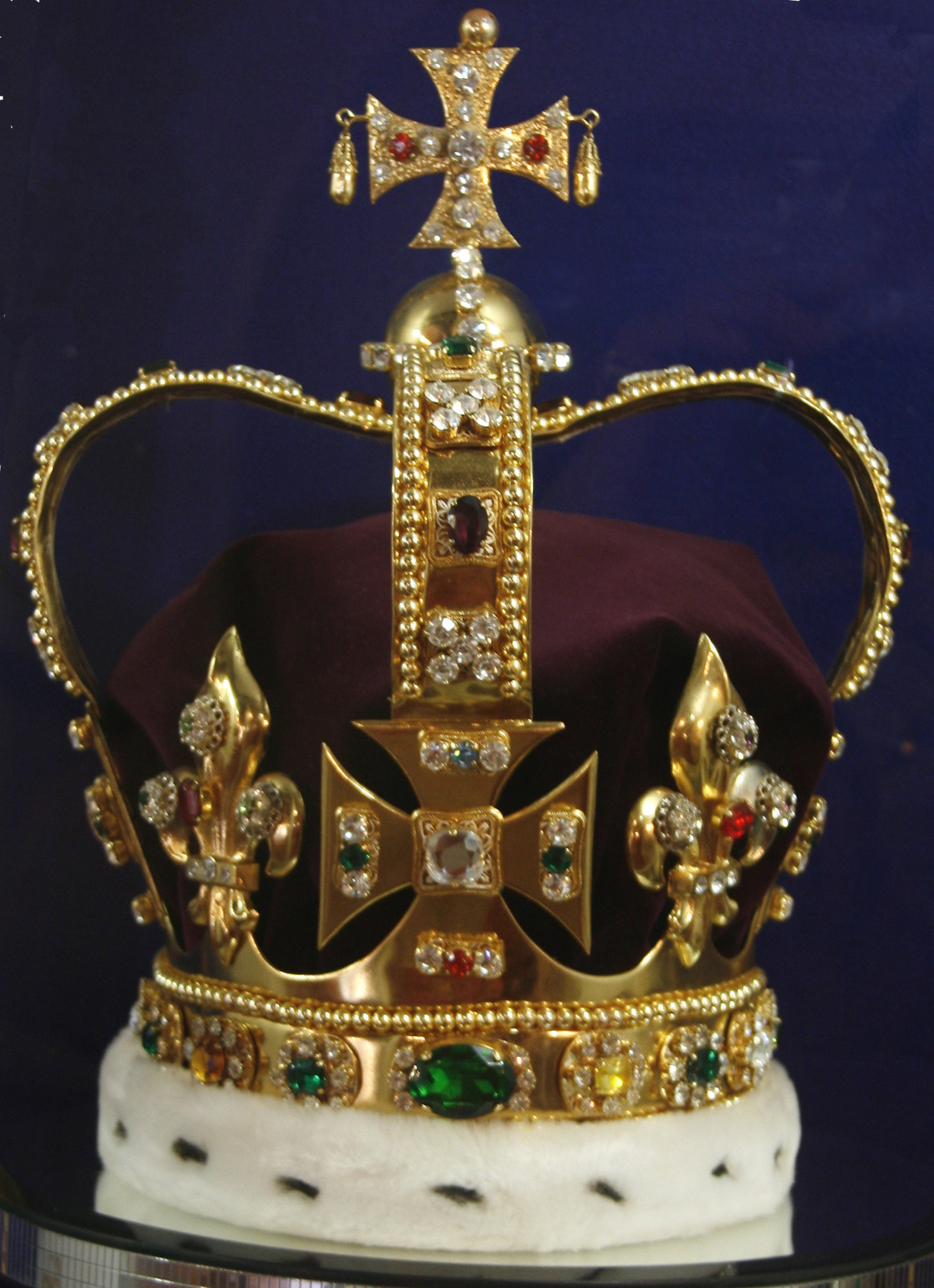
Cópia da coroa de Santo Eduardo

A autoridade executiva do governo é teoricamente e nominalmente investida no soberano, coletivamente conhecida como a prerrogativa real. A prerrogativa real inclui muitos poderes, tais como os poderes para dissolver o parlamento, regulamentar o funcionalismo público, emissão de passaportes, fazer tratados ou enviar embaixadores, e obrigações, tais como o dever de defender seu domínio e manter a paz da rainha. Como a monarquia é constitucional, o monarca atua dentro dos limites da convenção e precedentes, exercendo a prerrogativa real com os conselhos dos ministros. A aprovação parlamentar não é exigida para o exercício da prerrogativa real; o consentimento da Coroa deve ser obtido antes mesmo que a Câmara possa debater um projeto de lei que afete as prerrogativas ou interesses do soberano. Embora a prerrogativa real seja ampla, ela não é ilimitada. Por exemplo, o monarca não tem a prerrogativa de impor e recolher novos impostos; tal ação requer a autorização de uma lei do parlamento.
De acordo com um relatório parlamentar, "A Coroa não pode inventar novos poderes prerrogativos", muitas prerrogativas da Coroa foram permanentemente transferidas para o parlamento, e muito mais podem ser transferidas no futuro.
O soberano é um dos três componentes do parlamento; os outros dois são: a Câmara dos Lordes e a Câmara dos Comuns. É prerrogativa do monarca convocar, suspender a sessão e dissolver o parlamento. Cada sessão parlamentar começa com a convocação do monarca. A nova sessão parlamentar é marcada pela Cerimônia de abertura do parlamento, durante a qual o soberano lê o Discurso do Trono, no plenário da Câmara dos Lordes, delineando a agenda legislativa do Governo. A suspensão da sessão geralmente ocorre cerca de um ano após o início da sessão, e formalmente encerra a sessão. A dissolução encerra um período de mandato parlamentar (que dura no máximo cinco anos), e é seguida por eleições gerais para todos os lugares na Câmara dos Comuns. Esses poderes, no entanto, são sempre exercidos com o aconselhamento do primeiro-ministro. O tempo de uma dissolução é afetado por uma série de fatores, o primeiro-ministro normalmente escolhe o momento mais oportuno politicamente para o seu partido. Segundo os Princípios de Lascelles, o soberano pode teoricamente recusar uma dissolução, mas as circunstâncias em que tal ação justifica-se não são claras. Nenhum período parlamentar deve durar mais de cinco anos; no final deste tempo, a dissolução é automática, conforme o Ato do Parlamento de 1911.
Todas as leis são aprovadas em nome do monarca. As palavras "SEJA PROMULGADO pela mais excelente majestade da rainha (ou rei), por e com o conselho e consentimento dos Lordes Espirituais e Temporais, e Comuns, presentes neste parlamento reunido, e pela autoridade do mesmo, como se segue", conhecido como cláusula de promulgação, fazem parte de cada uma das leis do parlamento. Antes de um projeto de lei tornar-se lei, o Consentimento Real (a aprovação do monarca) é necessário. O soberano pode, em teoria, "conceder" o Consentimento Real (fazer o projeto de lei tornar-se lei) ou "recusar" o Consentimento Real (vetar o projeto de lei). Na prática, o Consentimento Real é quase sempre concedido; o último monarca a recusar o consentimento foi Ana, que rejeitou um projeto de lei de criação de uma milícia escocesa em 1708. Não existe qualquer disposição para o parlamento recorrer de um veto (a falta de um Consentimento Real) comparável ao que ocorre a um veto presidencial nos Estados Unidos da América.
A prerrogativa real no que diz respeito aos assuntos internos é ampla. A coroa é responsável pela nomeação e demissão dos ministros, conselheiros privados (Privy Counsellors), membros de várias agências executivas e de outros funcionários. Efetivamente, no entanto, os membros nomeados são escolhidos pelo primeiro-ministro, ou, por funcionários menos importantes, e por outros ministros. Além disso, o monarca é o chefe ou comandante-em-chefe das Forças Armadas (a Marinha Real Britânica, o Exército britânico, e a Real Força Aérea). É prerrogativa do soberano declarar guerra, fazer a paz e orientar as ações dos militares, embora o primeiro-ministro de facto detenha o poder de decisão sobre as forças armadas britânicas. Muitas prerrogativas do soberano são exercidas através do Conselho Privado.
A prerrogativa real estende-se a assuntos externos. O soberano pode negociar e ratificar tratados, alianças e acordos internacionais; não é necessária uma aprovação parlamentar. Um tratado não pode alterar a legislação nacional do Reino Unido; um ato do parlamento é necessário em tais casos. O soberano habilita alto-comissários e embaixadores britânicos, e recebe diplomatas dos Estados estrangeiros. Os passaportes britânicos são emitidos em nome do monarca.
O soberano é considerado a "fonte de justiça", e é responsável pela prestação de justiça a todos os súditos. O soberano não atua pessoalmente em processos judiciais, mas as funções judiciais são desempenhadas em seu nome. Por exemplo, os processos penais são julgados em nome do monarca, e os tribunais derivam sua autoridade da Coroa. O direito comum sustenta que o soberano "não pode fazer mal", o monarca não pode ser processado por delitos penais. O Ato de Procedimentos da Coroa de 1947 permite ações civis contra a Coroa, na sua capacidade pública (ou seja, ações judiciais contra o governo), mas não ações judiciais contra a pessoa do monarca. O soberano exerce a "prerrogativa da misericórdia", e pode perdoar crimes contra a Coroa antes, durante ou após um julgamento.
O monarca é a "fonte da honra", a fonte de todas as honras e méritos do Reino Unido. A coroa cria todos os pariatos, nomeia os membros das ordens de cavalaria, concede títulos de cavaleiros e outras honrarias. Na prática, os pariatos e a maioria das outras honrarias são concedidas com base num parecer do primeiro-ministro. Algumas honrarias estão dentro dos presentes pessoais concedidos pelo soberano, e não estão dentro do aconselhamento em nível ministerial - o monarca sozinho nomeia os membros da Ordem da Jarreteira, da Ordem do Cardo-selvagem, da Real Ordem Vitoriana e da Ordem do Mérito.
O soberano é o Supremo Governador da Igreja da Inglaterra, a Igreja estabelecida oficial da Inglaterra, com o poder de indicar arcebispos e bispos. O primeiro-ministro, no entanto, escolhe a pessoa indicada a partir de uma lista de candidatos preparada pela Comissão da Coroa de Candidaturas. O papel da Coroa na Igreja Anglicana é titular; o mais alto dos clérigos, o Arcebispo da Cantuária, é o líder espiritual da Igreja e da Comunhão Anglicana do mundo todo. O monarca é apenas um membro ordinário, da Igreja da Escócia, mas ele ou ela detém o poder de indicar o Lord High Commissioner para a Assembleia Geral da Igreja. O soberano não desempenha qualquer papel formal na Igreja do País de Gales e na Igreja da Irlanda, nenhuma das quais é uma Igreja estabelecida.
O Grande Selo do Reino Unido autêntica importantes documentos oficiais, incluindo cartas-patente, proclamações e mandados de eleições. Está sob a custódia do Lorde Chanceler. Para as questões relacionadas exclusivamente com a Escócia ou Irlanda do Norte são utilizados o Grande Selo da Escócia ou o Grande Selo da Irlanda do Norte.
O monarca tem o poder de exigir qualquer esturjão, toninha comum, baleia ou golfinho capturado no litoral ou dentro dos 4,8 km da costa britânica. Este poder vem de um estatuto do rei Eduardo II, em 1324. Quem adquirir estes peixes, cumprindo o estatuto, deve solicitar a honra como um ato de lealdade à Coroa.

## Família real britânica

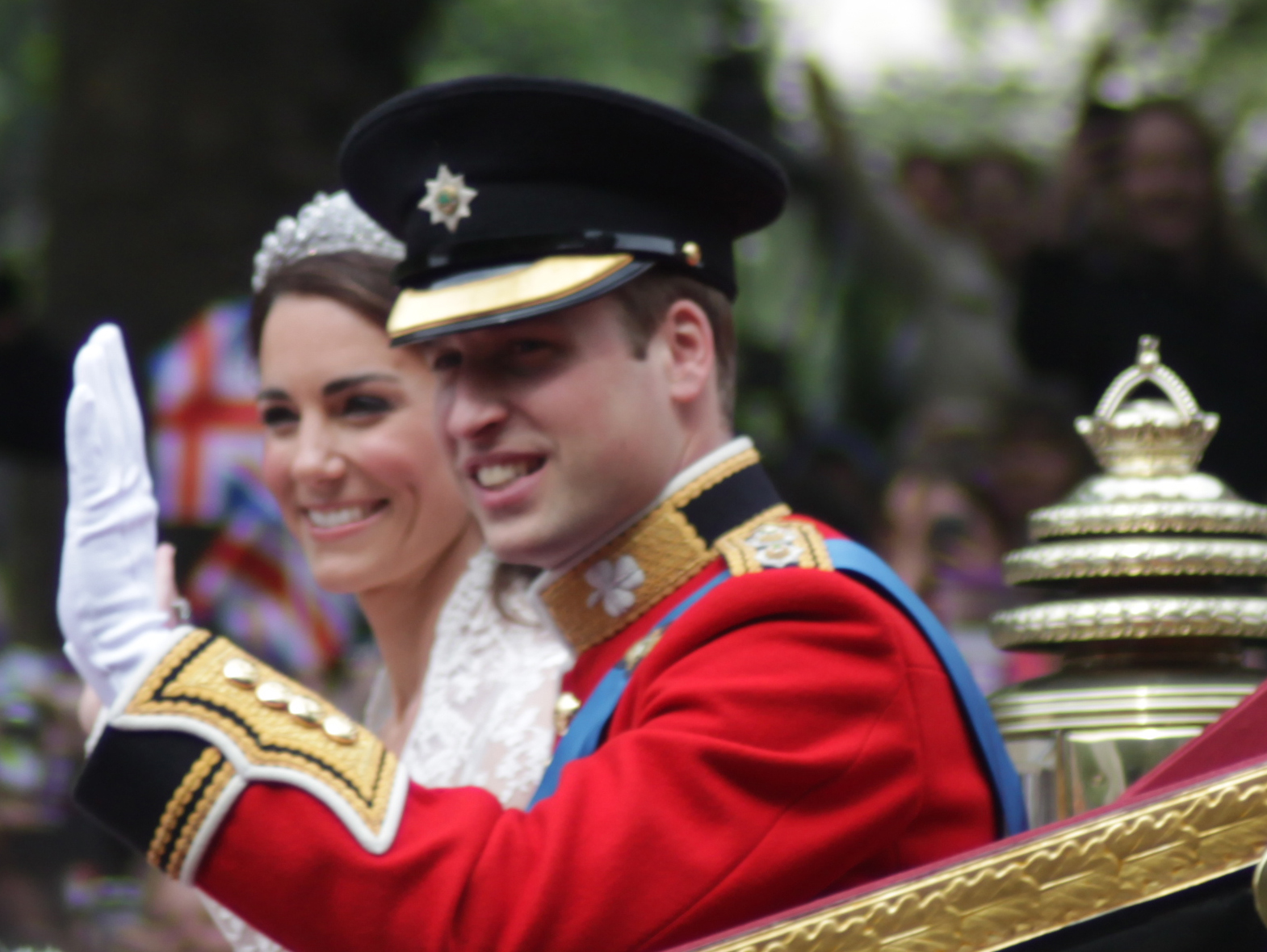
O Príncipe e a Princesa de Gales, os herdeiros do trono britânico na data de seu casamento em 2011.

A família real britânica é um grupo de parentes próximos do monarca do Reino Unido. Os membros da família real pertencem a, por nascimento ou casamento, Casa de Windsor, desde 1917, quando Jorge V mudou o nome da então casa real Saxe-Coburgo-Gota. Isso se deu por causa da guerra da Grã-Bretanha e seu Império contra a Alemanha e sentimento antigermânico daí resultante, pois o antigo nome tinha um vínculo forte com os ancestrais alemães, pelo que foi escolhido um nome mais britânico, condizendo com a imagem que queriam passar. O novo nome, Windsor, que não tinha nenhuma conexão com outra coisa, a não ser com o Castelo de Windsor, que foi e continua sendo residência real.
Embora não exista uma definição estritamente legal ou formal no Reino Unido para quem é ou não um membro da família real, geralmente é usado o termo Sua Majestade ou Sua Alteza Real para tratar os membros da família, o que geralmente resulta na aplicação do termo para os monarcas, os filhos do monarca, os netos dos monarcas, as viúvas e para todos os ancestrais dos atuais ou antigos monarcas.

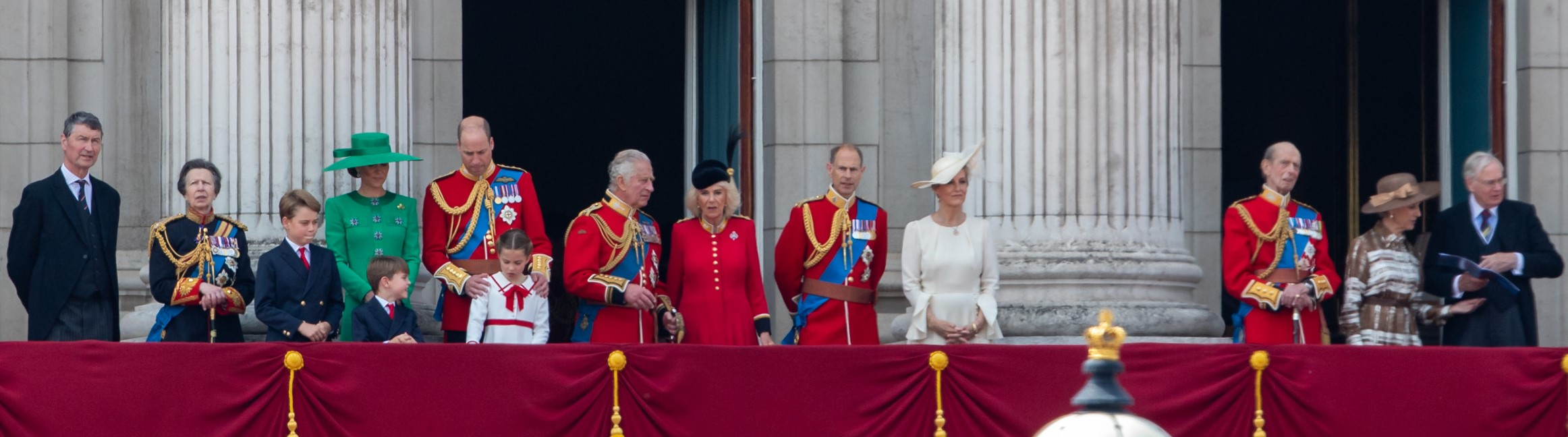
Os membros ativos da Família Real Britânica, na sacada do Palácio de Buckingham após os desfiles do Trooping the Colour 2023.

Membros e parentes da família real britânica historicamente representam o monarca em vários lugares através do Império Britânico, algumas vezes por períodos estendidos como vice-reis ou em cerimônias e eventos específicos. Atualmente, eles apresentam-se em cerimônias ou eventos sociais em todo o Reino Unido e no exterior, porém não possuem um papel constitucional nos assuntos do governo. Esta é a lista dos atuais membros da família real britânica:
- SM o rei Carlos III e a sua esposa a rainha Camila do Reino Unido
  - SAR o príncipe Guilherme, Príncipe de Gales e sua esposa Catarina, Princesa de Gales (filho do rei e sua nora)
    - SAR o príncipe Jorge de Gales (neto do rei)
    - SAR a princesa Carlota de Gales (neta do rei)
    - SAR o príncipe Luís de Gales (neto do rei)

  - O Príncipe Henrique, Duque de Sussex e sua esposa Meghan, Duquesa de Sussex (filho do rei e sua nora)
    - Archie Mountbatten-Windsor (neto do rei)
    - Lilibet Mountbathen-Windsor (neta do rei)

- SAR o príncipe André, Duque de Iorque (irmão do rei)

- SAR a princesa Beatriz, Sra. Mappeli Mozzi (sobrinha do rei)
- SAR a princesa Eugénia, Sra. Jack Brooksbank  (sobrinha do rei)

- SAR o príncipe Eduardo, Duque de Edimburgo e sua esposa Sofia, Duquesa de Edimburgo (irmão do rei e sua cunhada)

- Jaime Mountbatten-Windsor, Conde de Wessex (sobrinho do rei)
- Luísa Mountbatten-Windsor (sobrinha do rei)

- SAR a princesa Ana, Princesa Real (irmã do rei)

- SAR o príncipe Ricardo, Duque de Gloucester (primo-tio do rei) e sua esposa Birgitte, Duquesa de Gloucester
- SAR o príncipe Eduardo, Duque de Kent (primo-tio do rei) e sua esposa Katharine, Duquesa de Kent
- SAR o príncipe Miguel de Kent (primo-tio do rei) e sua esposa Marie-Christine von Reibnitz
- SAR a princesa Alexandra de Kent (prima-tia do rei)

## Sucessão
A linha de sucessão ao trono britânico é uma lista das pessoas em linha para suceder o trono britânico. Desde a reunião da Comunidade Britânica ocorrida na Austrália em 28 de outubro de 2011, com a presença de Sua Majestade a rainha Isabel II, mudanças foram feitas; onde somente que os descendentes de Charles, Príncipe de Gales são adaptadas às novas leis de sucessão.
- Uma pessoa sempre é sucedida na linha por seus descendentes legítimos. A data de nascimento e o gênero importam: filhos mais velhos vêm antes de filhos mais novos. E os filhos, independentemente da idade, sempre vêm antes das filhas. (Modificado em 28 de outubro de 2011, o primogênito, seja ele menino ou menina, será o herdeiro presuntivo ao trono- para os descendentes do Príncipe Charles).
- Qualquer pessoa que for católico, se tornar católico ou se casar com uma pessoa católica é permanentemente excluída da lista.[51] (Modificado em 28 de outubro de 2011, onde agora um membro da família real não será excluído da linha ao se casar com católico- para os descendentes do Príncipe Charles).
- Uma pessoa nascida de pais que não eram casados na data do nascimento não é incluída na lista. O possível casamento subsequente dos pais não altera isso.[52]

## Monogramas
Cada membro da família real inglesa tem o seu monograma real próprio.

Monograma real de Carlos III do Reino Unido
Monograma real de Carlos III do Reino Unido (na Escócia)
Monograma real da rainha Camila do Reino Unido
Monograma real de Catherine, Princesa de Gales
Monograma real de Guilherme, Príncipe de Gales e Catherine, Princesa de Gales
Monograma real de Henrique, Duque de Sussex

## Residências reais

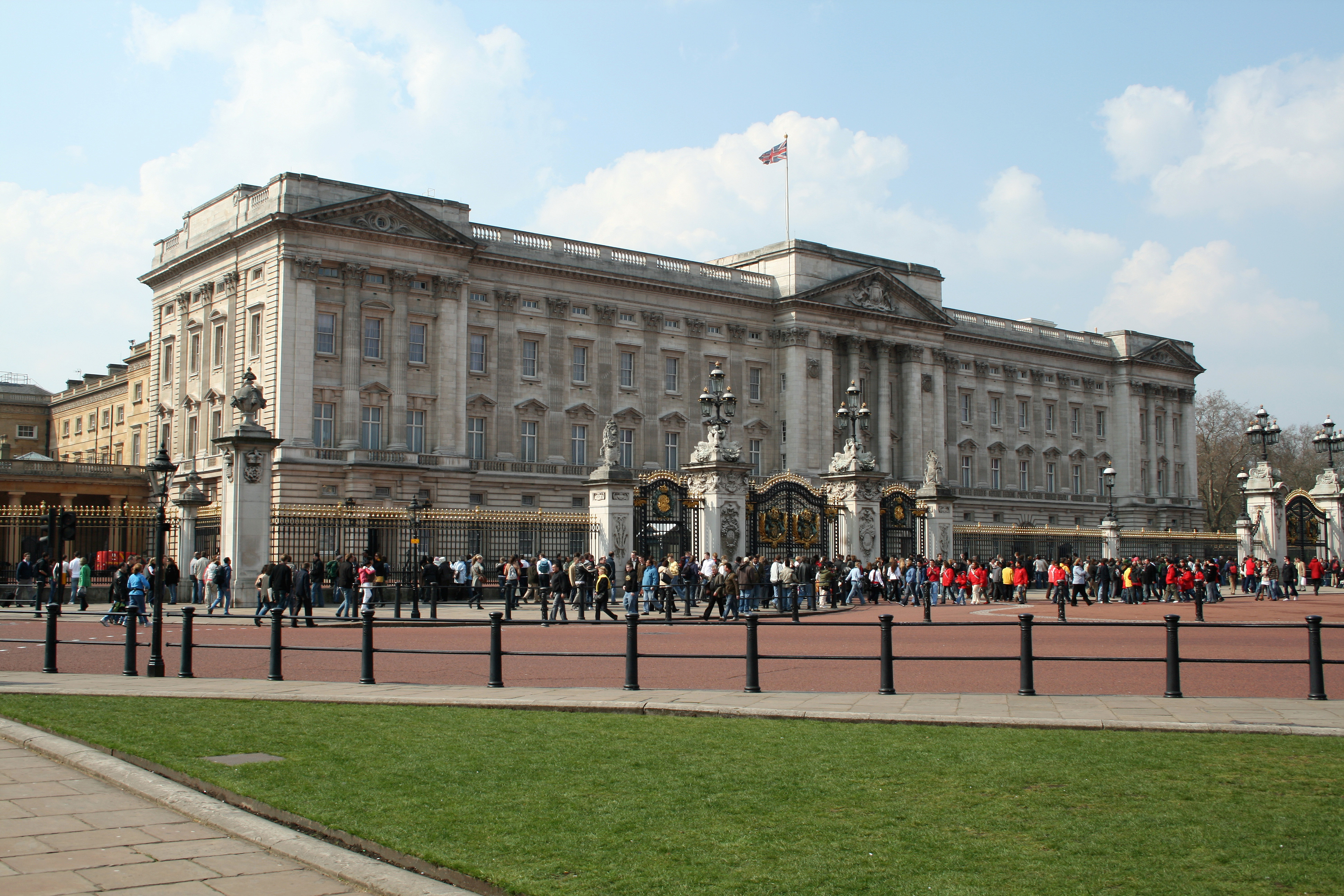
Palácio de Buckingham
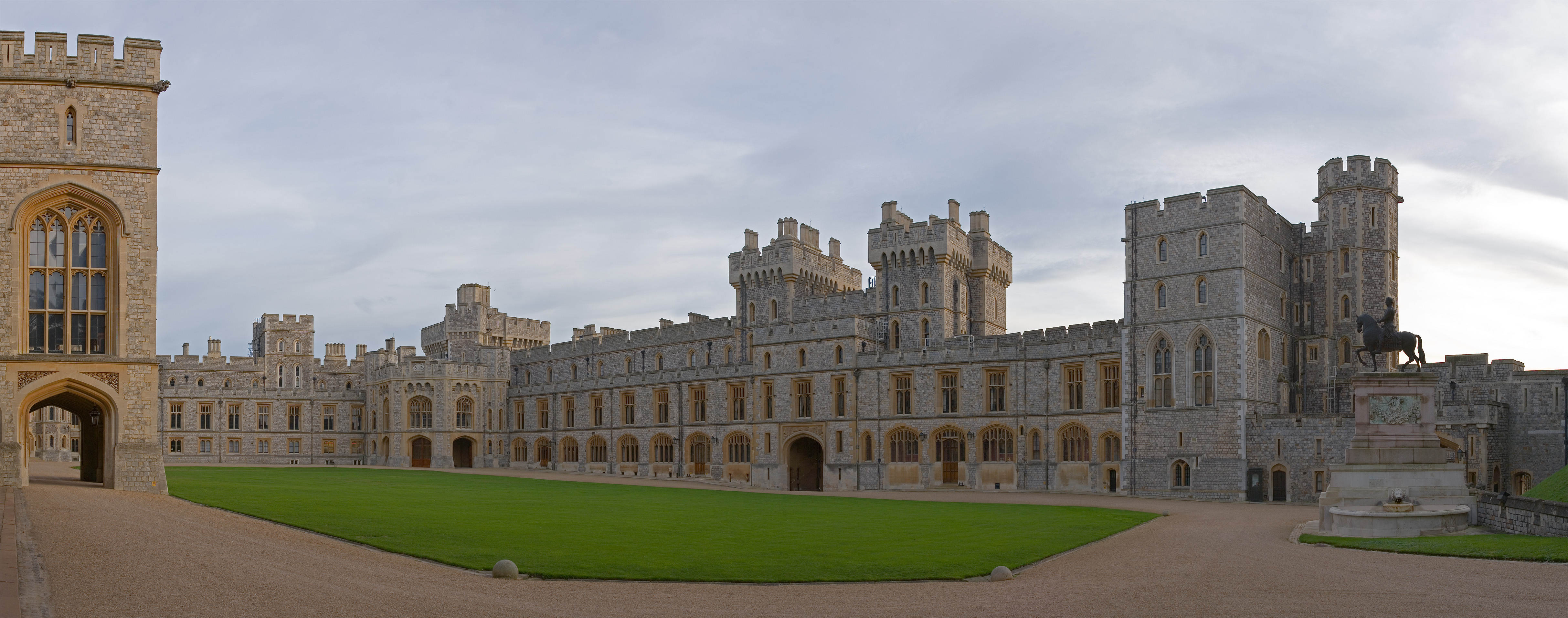
Castelo de Windsor
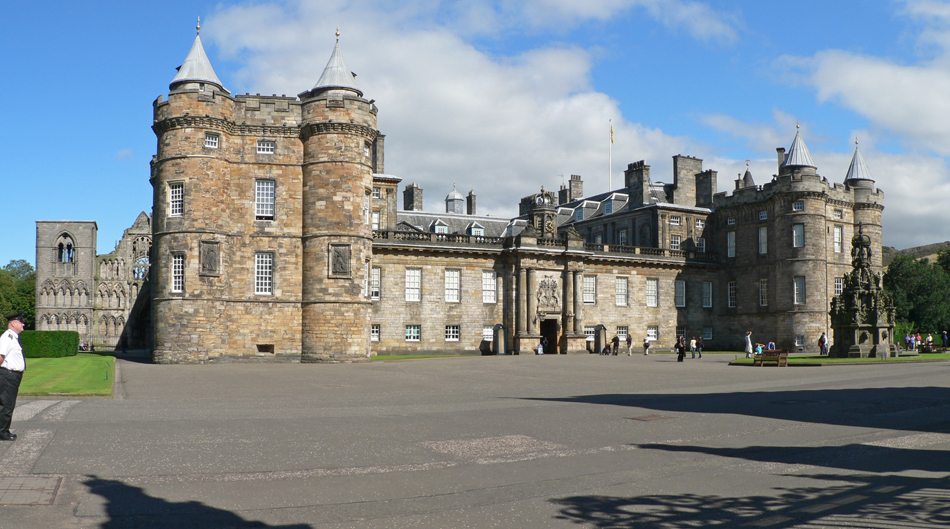
Palácio de Holyrood
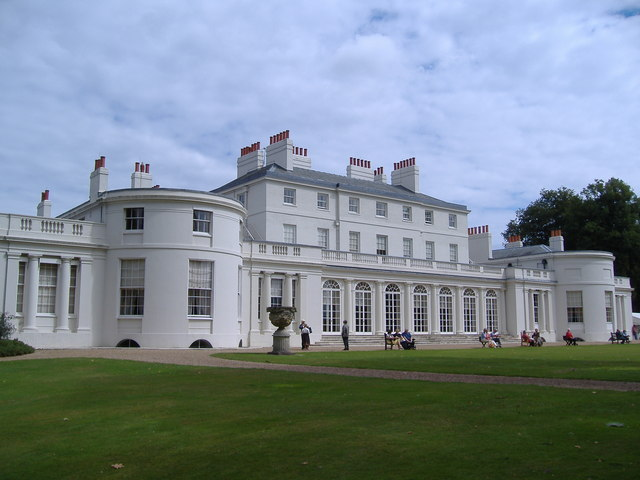
Frogmore House
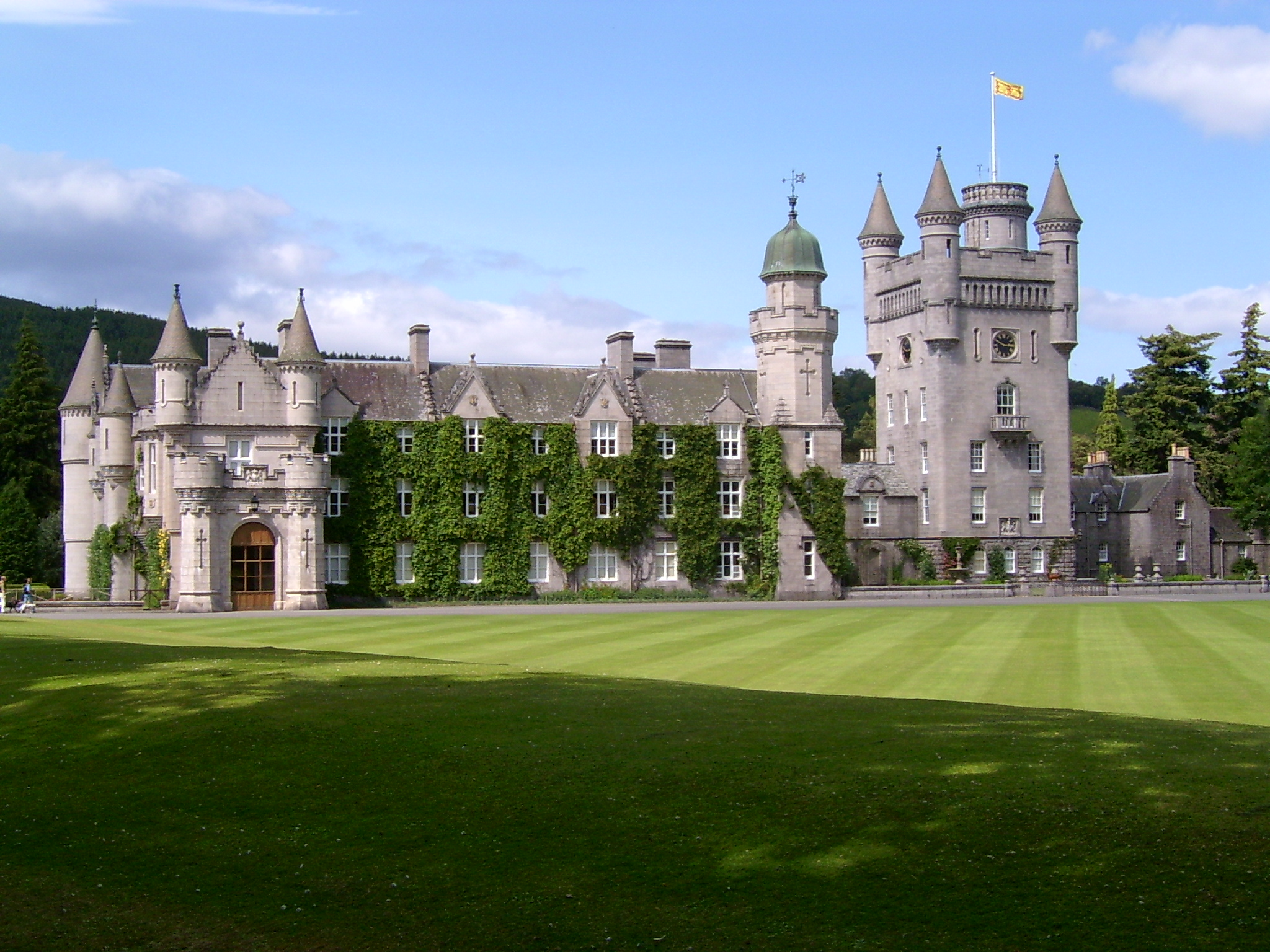
Castelo de Balmoral
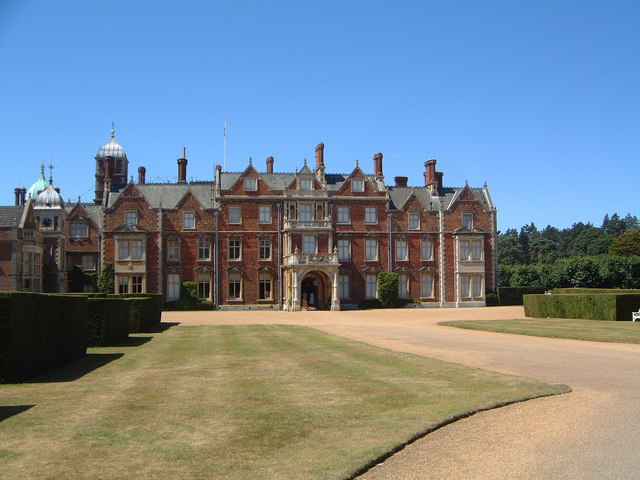
Sandringham House
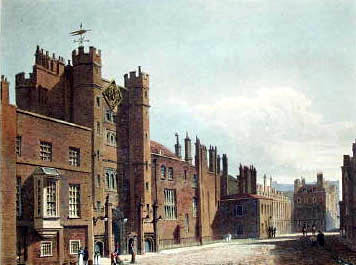
Palácio de St. James
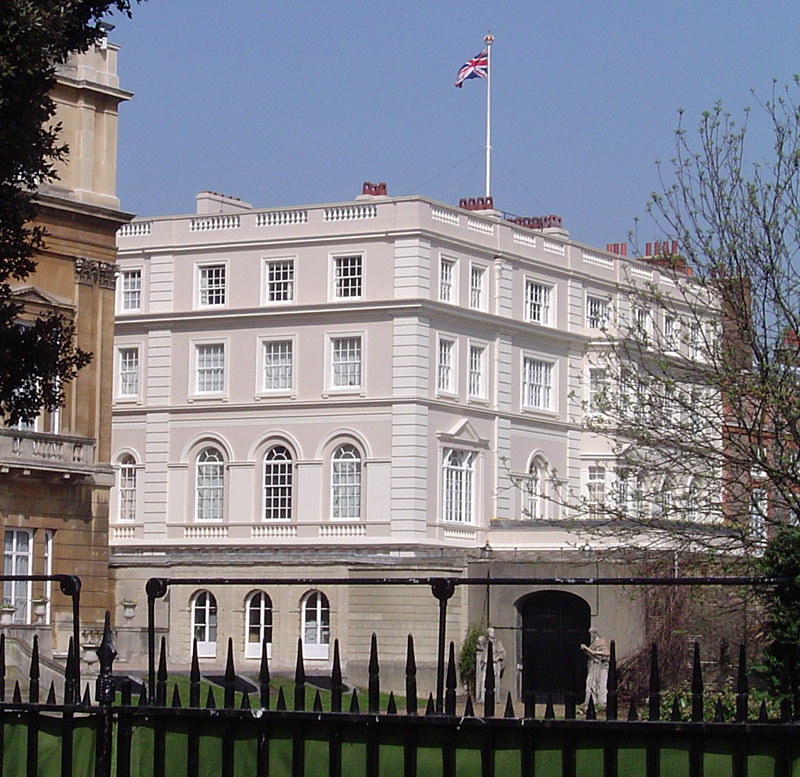
Clarence House
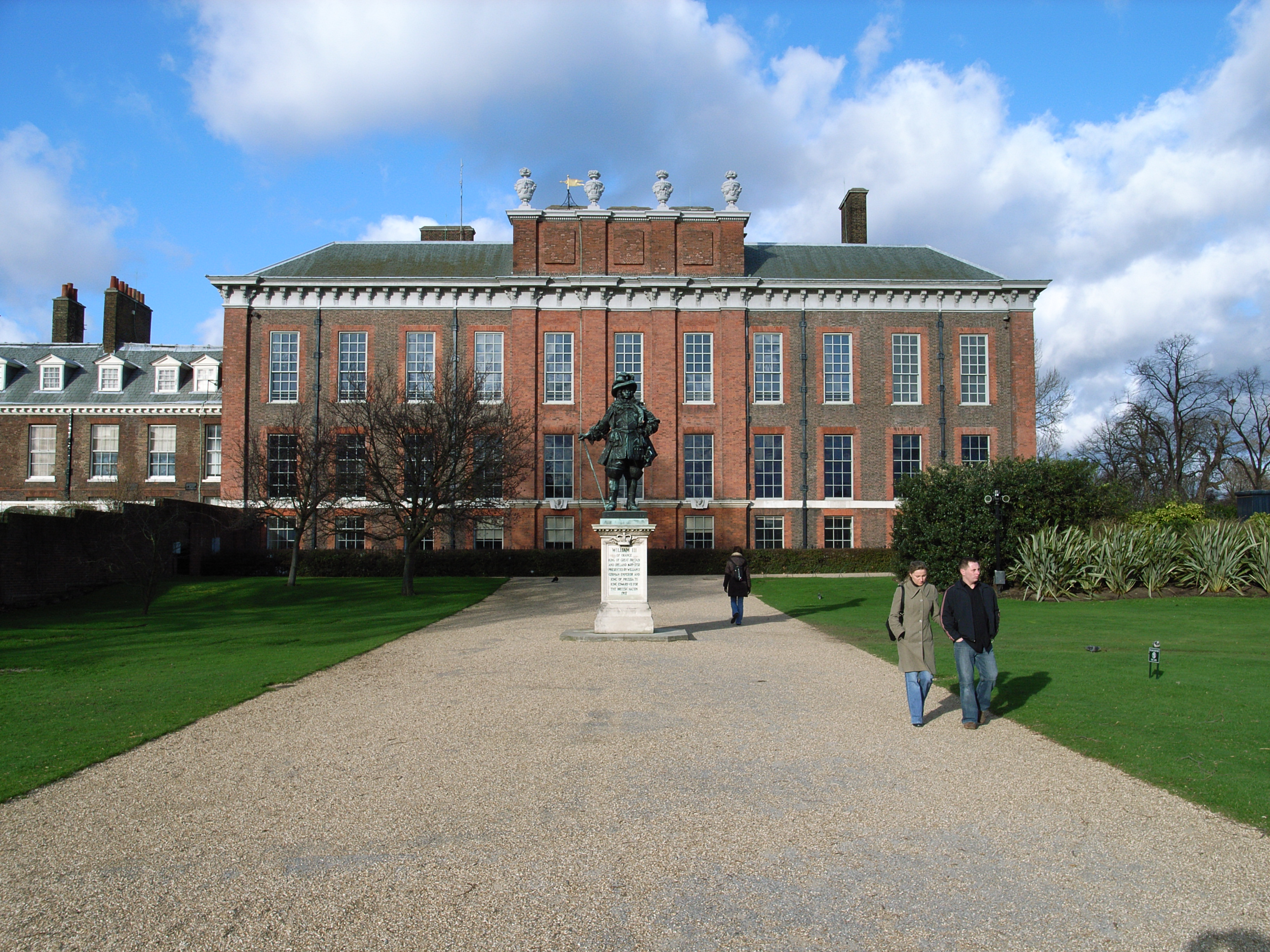
Palácio de Kensington
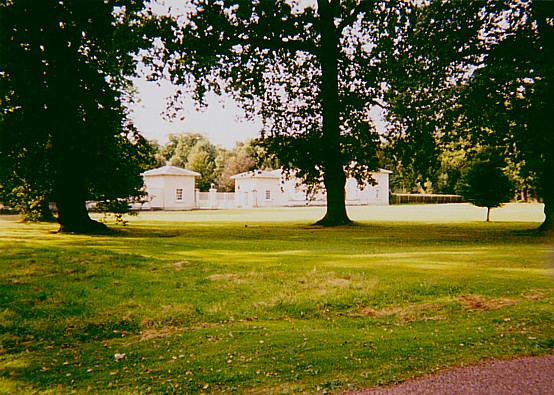
Royal Lodge
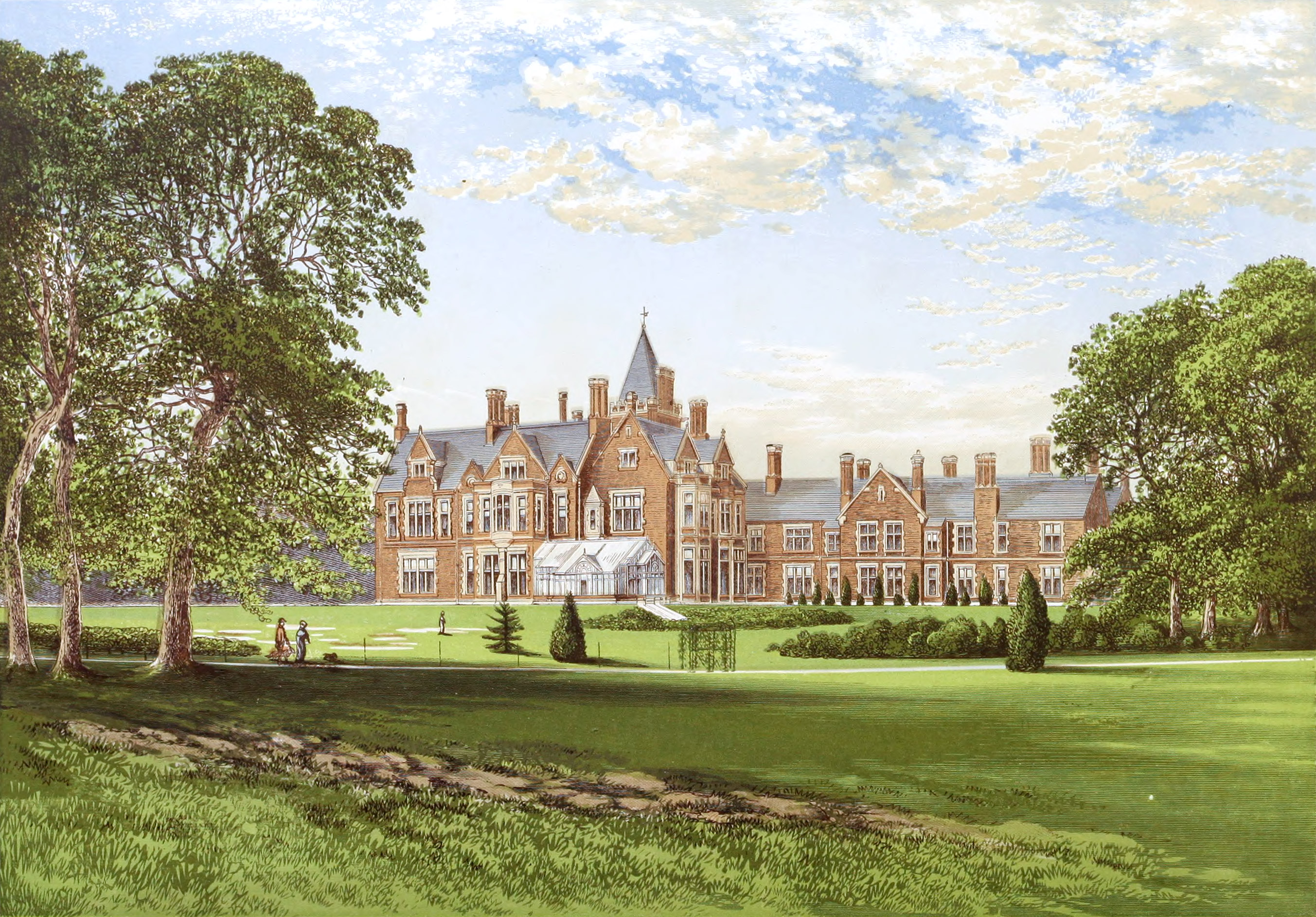
Bagshot Park

A residência oficial em Londres é o Palácio de Buckingham. É o local de banquetes, investiduras, baptizados reais e outras cerimônias. Outra residência oficial é o Castelo de Windsor, o maior castelo ocupado do mundo, que é usado principalmente nos finais de semana, Páscoa e durante a Royal Ascot, uma reunião corrida anual que faz parte do calendário social. O soberano tem como residência oficial na Escócia o Palácio de Holyrood, em Edimburgo. O monarca fica em Holyrood, pelo menos, uma semana por ano, e quando visitar a Escócia em ocasiões de Estado.
Históricamente, o Palácio de Westminster e a Torre de Londres foram as residências principais do soberano inglês até Henrique VIII adquirir o Palácio de Whitehall. Whitehall foi destruído pelo fogo em 1698, levando a uma mudança para o Palácio de St. James. Apesar de substituído como residência do monarca pelo Palácio de Buckingham em 1837, St. James ainda é o palácio sênior e continua a ser a residência real cerimonial. Por exemplo, os embaixadores estrangeiros estão credenciados para o Tribunal de St. James, e o palácio é o local da reunião do conselho de adesão. Ele também é usado por outros membros da família real.
Outras residências são a Clarence House e o Palácio de Kensington. Os palácios pertencem à Coroa. Eles são guardados em confiança  para futuros governantes, e não podem ser vendidos pelo monarca. Sandringham House, em Norfolk e o Castelo de Balmoral, em Aberdeenshire são propriedade privada do rei.

## Títulos
No Reino Unido, o título oficial do actual monarca é de "Carlos, o Terceiro, pela Graça de Deus, Rei do Reino Unido da Grã-Bretanha e Irlanda do Norte e de Seus outros Reinos e Territórios, Chefe da Comunidade das Nações, Defensor da Fé". Na prática "rei Carlos III", ou simplesmente "O Rei", ou "Sua Majestade".
Na sucessão de sua mãe, a rainha Isabel II do Reino Unido, o título Isabel II causou alguma controvérsia na Escócia, onde nunca existiu uma rainha chamada Isabel I. Um caso foi aberto para contestar o direito da rainha em utilizar o título de Isabel II na Escócia, argumentando que para fazê-lo ela estaria desrespeitando o Ato da União (1707). O processo se perdeu já que o acusador não tinha títulos para poder processar a Coroa, e que também a numeração dos monarcas fazia parte da prerrogativa real e que não poderia ser regulada pelo Ato da União. Há também duas outras controvérsias, que são menos divulgadas.
Futuros monarcas britânicos serão numerados de acordo com seus antecessores ingleses ou escoceses.

## Armas
As armas reais do Reino Unido são "Quarterly, I e IV Gules três leões passant guardant em pálido ou [de Inglaterra]; II Ou um leão rampante dentro de uma dupla tressure flory-counter-flory Gules [para a Escócia];. Em torno do escudo é uma representação de um Garter tendo o lema da ordem de cavalaria do mesmo nome; "Honi soit qui mal y Pense".
Na Escócia, o monarca usa uma forma alternativa de braços em que trimestres I e IV representam Escócia, Inglaterra II, III e Irlanda. Os lemas são "Em Defens" (uma forma abreviada do Scots "In My Defens Deus me defender") e o lema da Ordem do Cardo-selvagem, "Nemo me impune lacessit". Os adeptos são o unicórnio e o leão, que suportam tanto escudo e lanças, desde que voam as bandeiras da Escócia e da Inglaterra.

O brasão de Isabel II do Reino Unido. O design, em uso desde a ascensão da rainha Vitória em 1837, apresenta as armas da Inglaterra no primeiro e quarto trimestres, na Escócia, na segunda, e da Irlanda em terceiro. Na Escócia, uma versão separada é utilizado (mostrado à direita) segundo a qual o "Arms of Scotland" tem precedência.

A bandeira oficial do monarca do Reino Unido é o "Royal Standard", que retrata as armas reais. É hasteado apenas em edifícios, navios e veículos em que o soberano está presente. O padrão real nunca é hasteado a meio mastro, porque há sempre um soberano: Quando um morre, o sucessor de seu torna-se o soberano instantaneamente.
| {{{caption}}}                                              |
| O padrão real do Reino Unido. Bandeira oficial do monarca. |

| {{{caption}}}                                           |
| O padrão real do Reino Unido, usado somente na Escócia. |

Quando o monarca não está na residência, a bandeira da União é hasteada no Palácio de Buckingham, o Castelo de Windsor e da Câmara Sandringham, enquanto que na Escócia a Royal Standard of Scotland é hasteada em Holyrood Palace e do Castelo de Balmoral.
| {{{caption}}}            |
| Bandeira do Reino Unido. |

| {{{caption}}}               |
| Estandarte Real da Escócia. |